# Walter Wallberg
Walter Wallberg (Bollnäs, 24 de marzo de 2000) es un deportista sueco que compite en esquí acrobático, especialista en las pruebas de baches.
Participó en dos Juegos Olímpicos de Invierno, en los años 2018 y 2022, obteniendo una medalla de oro en Pekín 2022, en la prueba de baches. Ganó dos medallas en el Campeonato Mundial de Esquí Acrobático de 2023, plata en baches en paralelo y bronce en baches.

## Palmarés internacional
| Juegos Olímpicos   | Juegos Olímpicos    | Juegos Olímpicos  | Juegos Olímpicos   |
| Año                | Lugar               | Medalla           | Prueba             |
| ------------------ | ------------------- | ----------------- | ------------------ |
| 2022               | Pekín (China)       | Medalla de oro    | Baches             |
| Campeonato Mundial |                     |                   |                    |
| Año                | Lugar               | Medalla           | Prueba             |
| 2023               | Bakuriani (Georgia) | Medalla de plata  | Baches en paralelo |
| 2023               | Bakuriani (Georgia) | Medalla de bronce | Baches             |